# Молдовські грамоти
Молдовські грамоти ― рукописні документи 14-18 ст. правового значення (договірні, присяжні, милостивні, дарчі, підтвердні та ін.), видані «воєводами» ― «господарями» (князями) Молдовського князівства. Містять важливі матеріали з історії Молдови та молдовсько-українських відносин, історії українських земель, що перебували в складі Молдовського князівства. Оскільки староукраїнська писемно-літературна мова дуже тривалий час була офіційною в Молдовському князівстві, молдовські грамоти є важливими пам'ятками української мови. У зв'язку з тим, що актових документів та інших текстів 14-15 ст. з території України збереглося надто мало, вони є дуже цінними джерелами для дослідження історії української мови. Молдовські грамоти видавано багато разів, останні ― збірки у серії Documenta Romaniae historica. A. Moldova. ― Vol. 1-28. Bucuresti, 1975—2006. 